# Vídeňský kongres (1515)

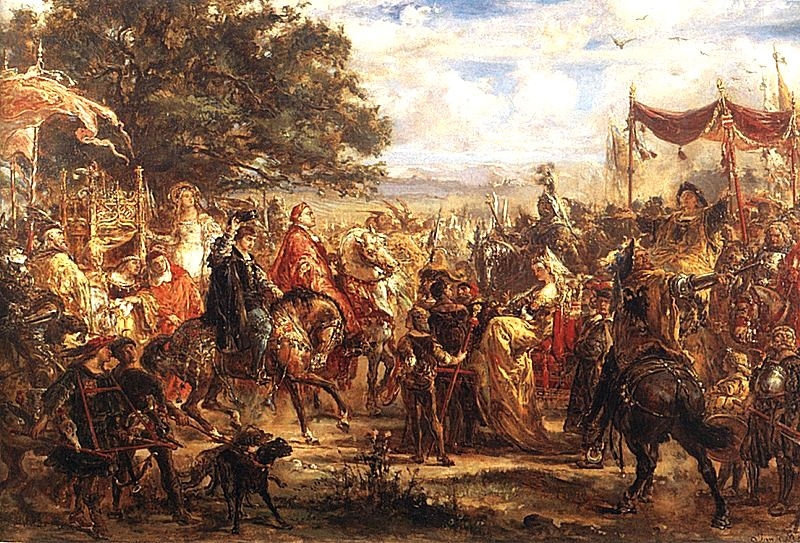
Setkání králů s císařem před Vídní, Jan Matejko

Vídeňský kongres v roce 1515 představuje setkání tří nejvýznamnějších panovníků střední Evropy, císaře Maxmiliána I. Habsburského, českého a uherského krále Vladislava Jagellonského a jeho bratra polského krále a litevského velkoknížete Zikmunda I. Starého.

## Výsledek
Výsledkem jednání bylo uzavření čtyř smluv, které mimo jiné zaručovaly Habsburkům a Jagelloncům vzájemná nástupnická práva.
Současně byly dohodnuty sňatky Vladislavových dětí Ludvíka a Anny s vnoučaty císaře Maximiliána (děti kastilských králů Filipa I. Sličného a Jany I.). Maxmiliánova vnučka Marie Habsburská se později provdala za Ludvíka a Anna se měla provdat za toho císařova vnuka, který bude vládnout dědičným habsburským zemím – předpokládaným manželem byl sice Karel V., ale jeho místo nakonec zaujal bratr Ferdinand I.
Tento akt je také znám jako Vídeňská dvojsvatba.